# Donje Romanovce
Donje Romanovce (em cirílico: Доње Романовце) é uma vila da Sérvia localizada no município de Surdulica, pertencente ao distrito de Pčinja. A sua população era de 390 habitantes segundo o censo de 2011.

## Demografia
| 1948 | 1953 | 1961 | 1971 | 1981 | 1991 | 2002 | 2011 |
| ---- | ---- | ---- | ---- | ---- | ---- | ---- | ---- |
| 349  | 429  | 337  | 357  | 399  | 418  | 509  | 390  |